# Jean-Luc Pouteau
Jean-Luc Pouteau (né en 1945) est un sommelier français élu « Meilleur sommelier du monde 1983 ». 

## Palmarès
- 1976 - Meilleur sommelier de France
- 1983 - Meilleur sommelier du monde